# Lesseps (métro de Barcelone)
Pour les articles homonymes, voir Lesseps.
Lesseps est une station de la ligne 3 du métro de Barcelone.

## Situation sur le réseau
La station est située sous la grande rue de Gràcia (Carrer Gran de Gràcia), sur le territoire de la commune de Barcelone, dans le district de Gràcia.

## Histoire
La station est ouverte au public en 1924, lors de la mise en service de la ligne I du Grand métro de Barcelone, dont elle constitue un terminus avec Catalunya.
Elle appartiendra à partir de 2026 au tronçon commun des lignes 9 et 10, prolongé depuis Zona Universitària.

## À proximité
La station est située à proximité immédiate de la place de Lesseps (Plaça de Lesseps).